# Александрија (Мисури)
Александрија (енгл. Alexandria) град је у америчкој савезној држави Мисури.

## Демографија
По попису из 2010. године број становника је 159, што је 7 (-4,2%) становника мање него 2000. године.
| Група             | 2000.       | 2010.       |
| Белци             | 164 (98,8%) | 154 (96,9%) |
| Афроамериканци    | 2 (1,2%)    | 1 (0,6%)    |
| Азијати           | 0 (0,0%)    | 0 (0,0%)    |
| Хиспаноамериканци | 0 (0,0%)    | 0 (0,0%)    |
| Укупно            | 166         | 159         |